# José Manuel Velázquez
José Manuel Velázquez Rodríguez (Ciudad Bolívar, 8 settembre 1990) è un calciatore venezuelano, difensore dell'Alverca.

## Carriera

### Nazionale
Viene convocato per la Copa América Centenario negli Stati Uniti.

## Palmarès

### Club

#### Competizioni nazionali
- Copa Venezuela: 1

Dep. Anzoátegui: 2008
- Coppa di Grecia: 1

Panathīnaïkos: 2013-2014
- Liga Portugal 2: 1

Santa Clara: 2023-2024